# Valentín Ferraz

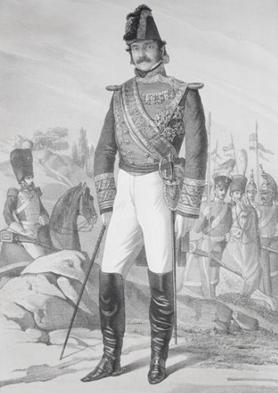
Lithografie van Valentín Ferraz, 1852.

Valentín Ferraz y Barrau (Anciles, 14 februari 1794 – Madrid, 31 augustus 1866) was een Spaans generaal, politicus en eerste minister.

## Levensloop

### Militaire loopbaan
Hij stamde uit een bekende familie van officiers, juristen en politici. In 1808 werd hij cadet bij het leger en kon hierdoor ook meevechten in de Spaanse Onafhankelijkheidsoorlog. Na zijn bevordering tot luitenant nam hij deel aan veldslagen bij Barcelona en Valencia.
Na het einde van de Spaanse Onafhankelijkheidsoorlog nam hij als officier van het Koninklijke Spaanse leger deel aan de Onafhankelijkheidsoorlog van de Spaanse koloniën in Latijns-Amerika. Als majoor nam hij in 1820 deel aan veldslagen in Chili en Peru. Op 9 december 1824 nam hij ook deel aan de slag van Ayacucho waarbij de Spaanse troepen een zware nederlaag leden tegenover de troepen uit Peru en Colombia onder bevel van Antonio José de Sucre. Vervolgens tekende onderkoning José de la Serna de capitulatie, waardoor de meeste Zuid-Amerikaanse landen onafhankelijk werden. Tijdens deze slag streed Ferraz met de rang van brigadier en commandeur in de cavalerie.
Na zijn terugkeer naar Spanje werd hij in 1825 toegelaten tot het garnizoen Álava en later tot het regiment van Extremadura en tot de Koninklijke Garde.

### Heerschappij vanIsabella IIen premierschap
Tijdens het premierschap van Francisco Martínez de la Rosa was Ferraz van 8 april tot 13 juni 1835 minister van Oorlog. Van 9 tot 11 oktober 1838 was hij dit opnieuw in de regering van Bernardino Fernández de Velasco y Benavides. Op 30 april 1839 werd hij bevorderd tot generaal-luitenant en inspecteur-generaal van de cavalerie.
Van 24 juli tot 5 september 1839 was hij afgevaardigde van het parlement en op 5 september 1839 volgde zijn verkiezing tot senator. Op 20 juli 1840 werd hij opnieuw minister van Oorlog in de regering van Antonio González y González. Op 12 augustus 1840 werd hij diens opvolger als premier, maar bleef dit slechts voor korte tijd en nam op 29 augustus 1840 alweer ontslag. Van 1841 tot 1843 was hij opnieuw afgevaardigde.
Op 18 maart 1853 werd hij benoemd tot senator voor het leven. Daarnaast was hij van 1855 tot 1856 burgemeester van Madrid.
- Biblioteca Nacional de España: XX1774107
- Catàleg d'autoritats de noms i títols de Catalunya: 981058519500406706
- Gemeinsame Normdatei: 1021368555
- International Standard Name Identifier: 0000 0001 1879 0782
- Library of Congress Control Number: n2011026132
- Virtual International Authority File: 87556887
- WorldCat: E39PBJxmDYRwxJDXH683YbBpT3